# Deezer
Deezer är en webbaserad musiktjänst som även har mobilappar. Tjänsten lanserades 2007 i Frankrike av Jonathan Benassaya.
Deezer har både gratis och betalabonnemang. Deezer erbjuder ett musikbibliotek med över 35 miljoner låtar och är tillgängligt i 182 länder. Deezer har över 16 miljoner aktiva medlemmar varav fem miljoner betalar varje månad. 